# إعدام العشر

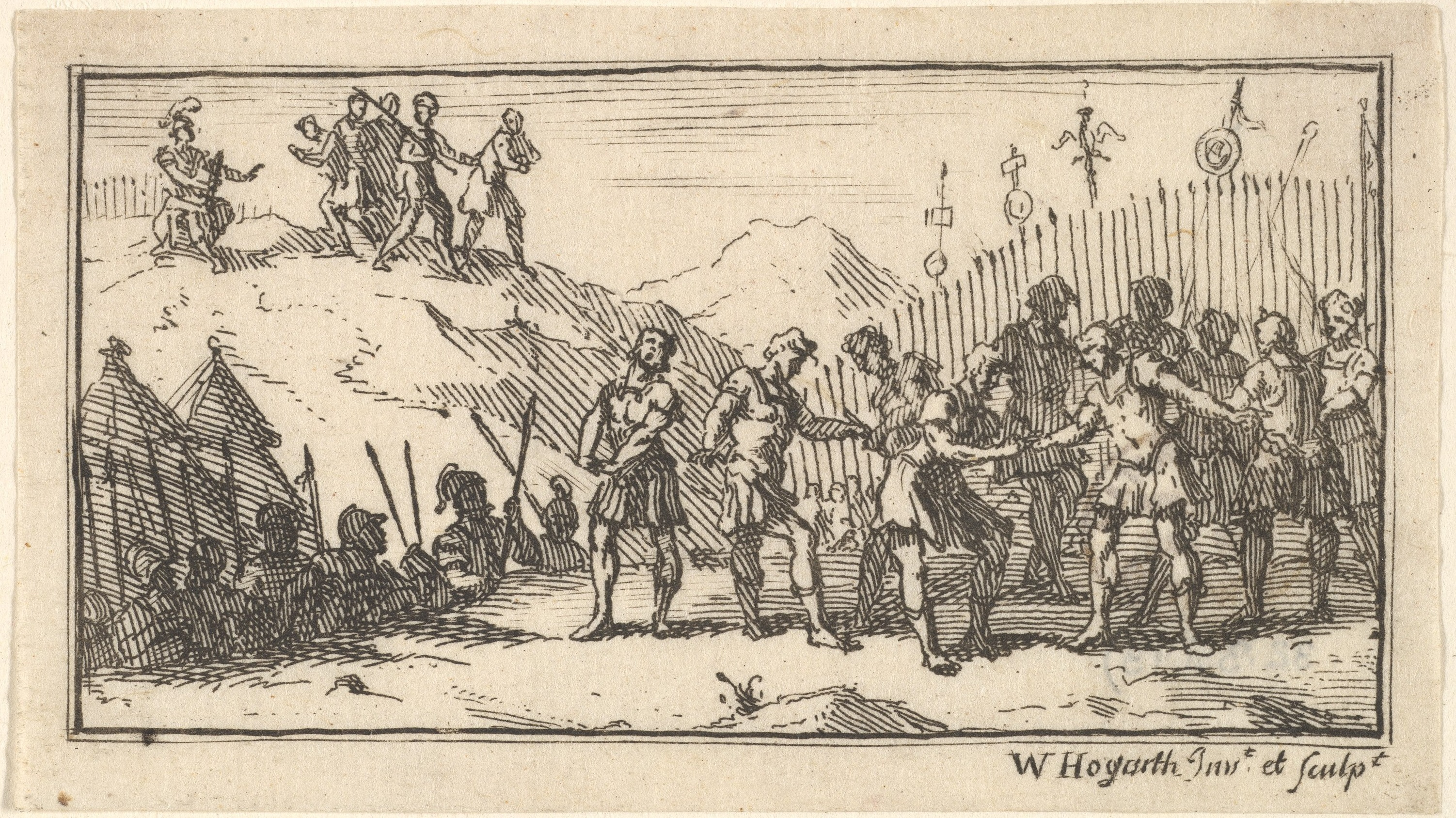
صورة توضح طريقة إعدام العُشر

إعدام العُشر (بالإنجليزية: Decimation)‏ أو ديكيماتيو هي طريقة للعقاب استخدمها قادة الجيش الرومانيين لمعاقبة عدد كبير من الجنود إذا اقترفوا جريمة ما مثل الهروب أو ما شابه، وأصل الكلمة لاتيني وتعني «إزاحة العاشر». تعتمد الطريقة على تقسيم الجنود إلى مجموعات من عشرة جنود، ثم اختيار أحدهم عن طريق ديمارية، ثم يقوم الجنود التسعة الآخرين بإعدام هذا الجندي عن طريق الرجم أو الضرب بالمضرب، ويكافأ الآخرون بالشعير.